# Liste der Filmtheoretiker
Auflistung von Filmtheoretikern
Siehe auch: Filmtheorie

## A
- James Agee
- Rick Altman
- Rudolf Arnheim

## B
- Béla Balázs
- Roland Barthes
- André Bazin
- Raymond Bellour
- Walter Benjamin
- Gianfranco Bettetini
- David Bordwell
- Edward Branigan
- Noël Burch

## C
- Noël Carroll
- Francesco Casetti
- Stanley Cavell
- Seymour Chatman
- Jean-Louis Comolli
- Gregory Currie

## D
- Gilles Deleuze

## E
- Umberto Eco
- Sergej Eisenstein
- Lorenz Engell

## F
- Manny Farber
- Otis Ferguson

## G
- Penelope Gilliat
- Jean-Luc Godard

## H
- Molly Haskell

## K
- Pauline Kael
- Mani Kaul
- Siegfried Kracauer

## L
- Jacques Lacan
- Vachel Lindsay

## M
- Dwight Macdonald
- Frank McConnel
- Marshall McLuhan
- Gustav Melcher
- Christian Metz
- Jean Mitry
- Hugo Münsterberg
- Laura Mulvey

## N
- Bill Nichols

## P
- Constance Penley
- Victor F. Perkins
- Harry Alan Potamkin
- Wsewolod Pudowkin

## R
- Éric Rohmer
- Gian Luigi Rondi
- Philip Rosen

## S
- Andrew Sarris
- Kaja Silverman
- Murray Smith
- Fernando Solanas
- Robert Stam

## T
- Kristin Thompson
- François Truffaut

## W
- Robert Warshow
- Dsiga Wertow
- Peter Wollen

## Z
- Slavoj Žižek